# Gheață carbonică

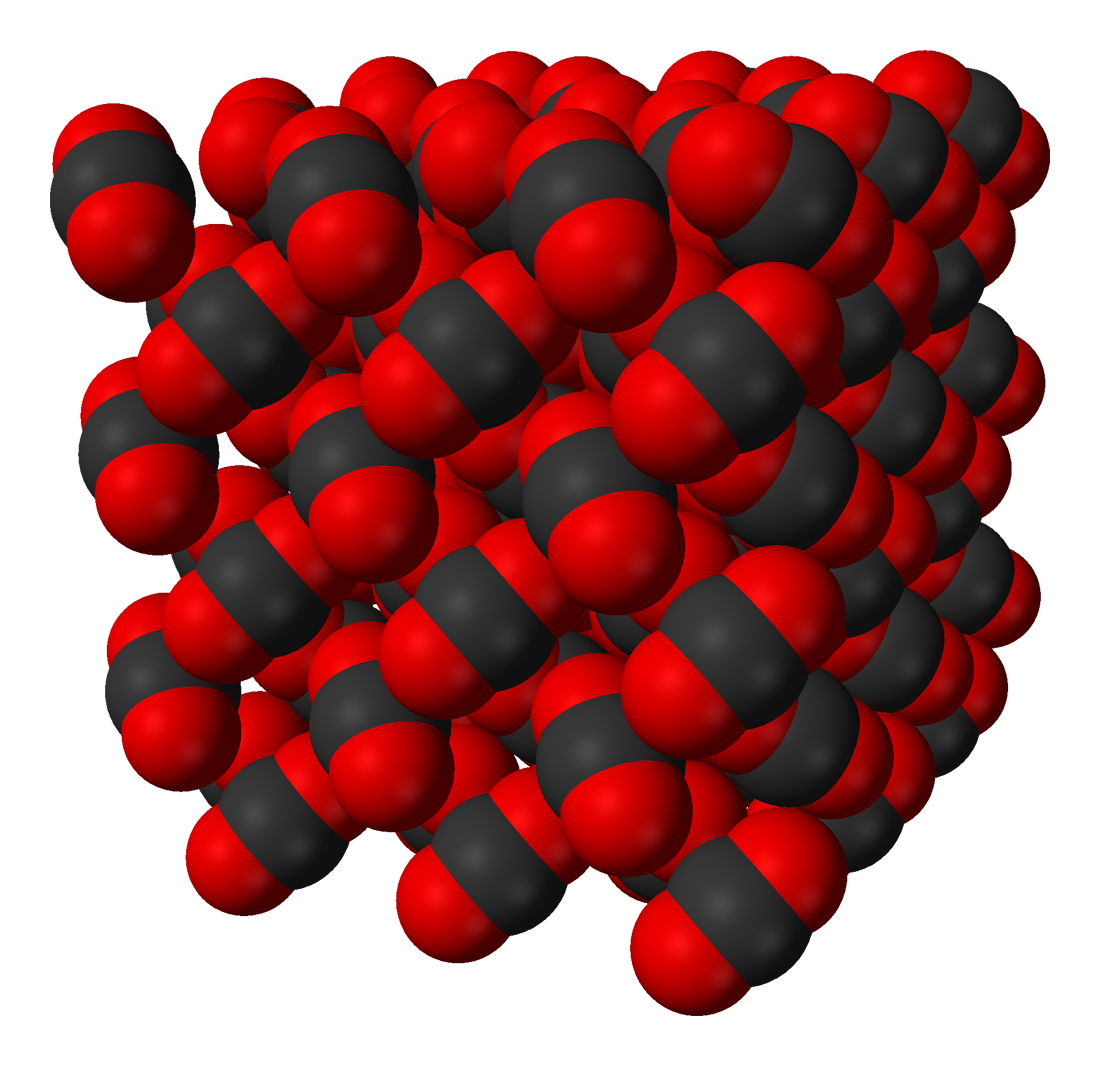
Structura cristalină a gheții carbonice

Gheața carbonică, cunoscută de asemenea și sub denumirea de gheață uscată, este o formă solidă a dioxidului de carbon. Este folosită cu preponderență ca agent de răcire și are în acest sens o serie de avantaje, precum temperatura mai scăzută decât cea a apei înghețate și neproducerea de reziduuri. Principala sa utilizare este la conservarea/păstrarea mâncărurilor, băuturilor etc. la o temperatură scăzută când alte moduri de răcire sunt indisponibile sau neadecvate.
Gheața carbonică sublimează la -78,5 °C (-109,3 °F). Această temperatură foarte scăzută face ca lucrurile solidificate să fie extrem de greu de utilizat fără folosirea unei protecții adecvate, datorită arsurilor cauzate de înghețarea țesuturilor vii (degerături). Deși în general nu sunt foarte toxice, erupțiile de gaze pot cauza hipercapnie datorită acumulării lor în spații mici.

## Proprietăți fizico-chimice
Gheața carbonică este dioxid de carbon solid (având formula chimică CO2) și cuprinde doi atomi de oxigen legați de un singur atom de carbon. Este lipsită de culoare, cu miros acrișor-picant, non-inflamabilă și ușor acidă.
Când ajunge la temperaturi sub −56,4 °C (−69,5 °F) și presiuni mai mici de 5,13 atm, dioxidul de carbon (CO2) trece de la o formă solidă la o formă gazoasă fără a apărea o stare intermediară (starea lichidā), printr-un proces numit sublimare. Opusul acestui proces este numit desublimare, unde dioxidul de carbon (CO2) se schimbă din stare gazoasă în stare solidă (gheață carbonică). La presiunea atmosferică, sublimarea/desublimarea are loc  la −78,5 °C (−109,3 °F).
Densitatea  gheții este variată, dar se situează de obicei între aproximativ 1,4 și 1,6 g/cm3 (87-100 lb/ft3). Temperatura scăzută și sublimarea directă a gazului face din gheața carbonică un eficient lichid de răcire, fiind mai rece decât gheața și totodată nelăsând nici un reziduu. Entalpia sa de sublimare este de 571 kJ/kg (25,2 kJ/mol).
Gheața carbonică este non-polară, cu un moment de dipol la zero, deci forțele van der Waals de atracție intermoleculară funcționează. Compoziția duce la un coeficient scăzut de conductivitate termică și electrică.

## Istorie
Gheața carbonică („dry ice”) a fost descoperită pentru prima oară în 1834 de chimistul francez Charles Thilorier, care a publicat prima descriere a substanței. De-a lungul experimentelor sale, acesta a observat că la deschiderea unui capac al unui cilindru mare conținând dioxid de carbon lichid, acesta se evaporă foarte repede. Acest lucru a făcut ca în container să rămână numai gheața carbonică solidă. În anul 1924, Thomas B. Slate a văzut în gheața carbonică o bună oportunitate de a câștiga bani, așa că a făcut toate demersurile pentru a o breveta in  scopul de a o vinde pe teritoriul Statelor Unite. Ulterior, acesta a devenit  prima persoană care a făcut din „dry ice” o industrie cu un succes răsunător. În 1925, această formă solidă a dioxidului de carbon a devenit marcă înregistrată  a DryIce Corporation of America, conducând astfel la numele său uzual. În același an, DryIce Co. a vândut substanța pe scara larga pentru prima dată, comercializată în scopuri frigorifice.
Numele său alternativ – „Cardice” este o marcă înregistrată a Air Liquide UK Ltd. Se găsește și sub denumirea de „card ice” (în engleza britanică).

## Fabricare
Producerea gheții carbonice nu presupune un proces foarte complicat. În primă fază, sunt produse gazele cu o concentrație mai mare de dioxid de carbon. Aceste gaze pot fi produse secundare, rezultate dintr-un alt proces, ca și producerea amoniacului din azot și gaz natural sau fermentarea la scară largă. 
Producția de gheață carbonică începe cu dioxidul de carbon lichid stocat în tancuri rezervoare sub presiune. Pentru a se produce gheața carbonică, dioxidul de carbon lichid este direcționat printr-o valvă criogenică spre o cameră de expansiune unde în condiții normale de presiune se va produce o pulverizare rapidă trecând din stare lichidă în cea de gaz. Această trecere se face cu o puternică scădere de temperatură. Aproximativ 45% din cantitatea de dioxidul de carbon gazos va îngheța rezultând zăpadă carbonică. Restul de gaz se recuperează și se reintroduce în circuitul de productie. Zăpada carbonică astfel obținută este colectată și directionată către o cameră unde comprimată la presiuni extreme va fi formatată în blocuri sau extrudata sub formă de granule cilindrice de diferite diametre.
Obținută din dioxid de carbon lichid cu standarde de puritate pentru industria alimentară, gheața carbonică poate veni în contact cu alimentele și poate fi adaugată direct în băuturi pentru a obține efectul de fum greu, efervescență și răcire. Se prezintă sub diverse forme: granule cilindrice 3mm ( pellets ), granule cilindrice 16mm ( nuggets ), blocuri catering aero ambalate sau neambalate, blocuri mari reformate.

## Distributie
Distributia ghetii carbonice se face in cutii speciale termoizolante, pentru a o mentine in stare solida cat mai mult timp. De obicei, aceste cutii au o capacitate de 18kg de gheata carbonica. Aceasta cutie termoizolanta, denumita si cutie pxp, este bine sa fie introdusa ulterior intr-o alta cutie de carton, astfel inca se reduce pierderea prin evaporare si se asigura o protectie suplimentara cutiei pxp. Gheata carbonica poate fi distribuita in mai multe forme, insa cea mai uzuala este forma unor cilindri lungi de cativa centimetri si cu diametrul de 16mm (forma unor pufuleti). Intr-o cutie cu volumul de 18 kg sunt circa 300-400 granule de gheata carbonica. Din cauza proprietatilor fizice pe care le are gheata carbonica, exista o scadere in greutate de circa 10% in 24 de ore, iar acest procent poate sa difere in functie de conditiile de transport.

## Aplicații comerciale
Principala utilizare a gheții carbonice (cunoscută și sub denumirea de „cardice”), este de a păstra mâncarea, băutura etc. într-o stare nealterată, fără a folosi metoda refrigerării ciclice. Gheața carbonică poate fi folosită pentru înghețarea instantanee a alimentelor, mostrelor, sau/și la fabricarea înghețatei.
De asemenea este folosită la ocazii festive pentru obținerea efectului de fum în paharele de băutură.
Produsul este non toxic, băuturile pot fi consumate în deplină siguranță ( vor avea totuși un foarte ușor gust de sifon datorat dioxidului de carbon). Gheața carbonică (gheață uscată) este recomandată pentru șampanie, cocktail-uri și băuturi tari: consumate foarte reci, tăria și agresivitatea ( asprimea ) alcoolului nu se mai simte dar iese în evidență aroma.
O altă calitate este și prevenirea activității insectelor în containere închise cu cereale sau orice alte produse cerealiere, deplasând oxigenul, dar nemodificând în nici un fel gustul sau calitatea acestor produse. Din același motiv, poate preveni sau întârzia râncezirea uleiurilor și a grăsimilor alimentare.
Fiind atrase de dioxidul de carbon, insectele pot fi prinse cu ajutorul gheții carbonice.
Imediat ce gheața carbonică a fost plasată în apă, procesul de sublimare este accelerat, formându-se nori denși de ceață. Această proprietate este utilizată în locuri precum teatre, discoteci, atracții cu case bântuite sau cluburi de noapte, locuri unde sunt folosite mașini de fum pentru crearea unor efecte dramatice.
Un alt lucru  pe care gheața carbonică îl poate face (de data aceasta în scopuri medicale), este înghețarea și eliminarea verucilor (negilor). În această situație, având o temperatură mai scazută, azotul lichid își joacă mai bine rolul, având un mai mic timp de acțiune și mai puțină presiune. Locul de stocare al acesteia (necesită un spațiu restrâns), este de asemenea un plus, putând  fi generată din dioxid de carbon compresat de fiecare dată când este nevoie.

## Aplicații industriale
Instalatorii folosesc de obicei un echipament special care formează dioxidul de carbon lichid aflat sub presiune ca un manșon în jurul țevilor; imediat ce gheața carbonică este formată, apa este înghețată, formând o priză de gheață, și oferindu-le astfel posibilitatea să repare instalația fără să oprească alimentarea cu apă. Aceasta este o tehnică, care poate fi de asemenea folosită pe conducte de până la 4 inci (100mm) în diametru.
Gheața carbonică poate fi folosită pentru scoaterea plăcilor de gresie sau pentru îndepărtarea ușoară a izolațiilor fonice de pe caroseria mașinii.
Sablarea a devenit una din cele mai mari utilizări a gheții carbonice. O duză cu aer comprimat aruncă granulele, combinând viteza acestora cu acțiunea de sublimare. Aceasta este modalitatea prin care reziduuri precum lipiciul, uleiul, cerneala, mucegaiul sau cauciucul sunt îndepărtate de pe echipamentul industrial. Sablarea cu gheață carbonică poate înlocui cu succes sablarea cu nisip, jet de apă, abur sau solvenți. Reziduul fundamental al sablării cu gheață carbonică este dioxidul de carbon sublimat, făcând-o astfel o tehnică folositoare. Odată ce această metodă a devenit operațională, specialiștii au decis să o introducă și în industria eliminării daunelor provocate de incendii.
O altă întrebuințare a gheții carbonice este îndepărtarea vaporilor inflamabili din rezervoare. Sublimarea granulelor de gheață carbonică  dintr-un rezervor golit și ventilat, cauzează o accelerare a dioxidului de carbon, care poartă cu el vaporii inflamabili.
De asemenea gheața carbonică este utilizată  în desfacerea și remontarea garniturilor cilindrilor motoarelor ambarcațiunilor, aceasta fiind  necesară pentru a refrigera și a reduce astfel  rezervorul, reușind să alunece mai ușor în cadrul blocului.
Poate fi de asemenea folosit ca lichid de așchiere (tăiere).

## Aplicații științifice
Un amestec de congelare foarte folositor pentru reacții chimice la rece și pentru condensarea solvenților în evaporatoare rotative este o pastă de gheață carbonică într-un solvent organic, folosită de obicei în laboratoare. Procesul de modificare a precipitațiilor dintr-un  nor poate fi realizat tot cu ajutorul gheții carbonice. Înainte de a fi înlocuită cu iodura de argint, gheața carbonică era folosită în experimente la scară largă în Statelor Unite în anii ’50 și începutul anilor ’60. 
Un avantaj uriaș al acesteia este faptul ca este relativ ieftină și nu este deloc toxică. Principalul său dezavantaj este faptul că trebuie întotdeauna trimisă în zona de suprarăcire a norilor vizați.

## Siguranță
În ceea ce privește siguranța, este necesară evitarea contactului pentru o perioadă mai lungă cu gheața carbonică fapt ce poate cauza leziuni severe ale pielii, prin degeraturi. Este recomandat ca gheața carbonică să fie expusă numai în aer liber, într-un mediu bine ventilat, deoarece ar putea constitui un pericol real de hipercapnie când sublimează în cantități mari de dioxid de carbon gaz. Din acest motiv, gheții carbonice îi este asociată clasa S și S9 în contextul securității de laborator. Gheața carbonică industrială poate conține anumite substanțe care o fac să fie nesigură în contact cu produsele alimentare.
Deși nu este considerată o substanță toxică de Uniunea Europeană, atunci când este expediată pe cale aeriană sau maritimă, aceasta este reglementată iar instrucțiunile de ambalare IATA 904 (IATA PI 904), impun ca gheața carbonică să fie marcată în mod special, sub forma unei etichete în formă de diamant de culoare alb-neagră. Administrația Federală a Aviației din SUA, permite pasagerilor  să transporte până la 2 kg de gheață carbonică în bagajele de mână și 2.3 kg în bagajele de cală, atunci când este folosită pentru a menține diverse perisabile la temperaturi scăzute.

## Prezența pe Marte
În urma zborului pe planeta Marte a navei spațiale Mariner 4 în 1966, oamenii de știință au stabilit urmatorul fapt: calotele polare ale acestei planete erau constituite integral din gheață carbonică. Cercetătorii de la Institutul Tehnologic din California și-au manifestat un mare interes în ceea ce privește acest aspect, astfel că, în anul  2003, au arătat că, calotele polare ale planetei în cauză sunt constituite aproape în întregime din apă înghețată iar gheața carbonică reprezintă doar un strat subțire aflat la suprafață, îngroșându-se și subțiindu-se în funcție de sezon. Un fenomen numit furtună de gheață uscată  a aparut în regiunile polare de pe planeta Marte. Aceasta poate fi comparată  cu furtunile de pe planeta Pământ, dioxidul de carbon cristalin luând locul apei din nori.